# José de Iturrigaray
José Joaquín Vicente de Iturrigaray y Aróstegui de Gaínza y Larrea (Cádiz, 27 de junio de 1742 - Madrid, 22 de agosto de 1815) fue un militar y administrador español, virrey de la Nueva España. 

## Datos biográficos
Hijo de José de Iturrigaray y María Manuela de Aróstegui, de ascendencia navarra. Fue cadete de Infantería, alférez y capitán de los Carabineros Reales. Intervino en la invasión de Portugal y en el sitio de Gibraltar. También participó en la Guerra del Rosellón entre España y Francia. Fue Gobernador de Cádiz entre 1793 y 1798.
El cargo de virrey le fue otorgado, gracias al apoyo de Manuel Godoy, Guardia de Corps y secretario del Despacho del Rey Carlos IV. Se caracterizó por aprovecharse de su situación para enriquecerse. Cuando le fue otorgado el puesto, llegó de España con un séquito de 25 personas, trayendo diferentes artículos exentos de impuestos debido a su cargo como Virrey, y que vendió obteniendo ganancias extraordinarias. Obtuvo la simpatía de los habitantes de la Ciudad de México, al autorizar las corridas de toros en la Plaza del Volador.
En 1805 autorizó a Jacobo de Villaurrutia la publicación del Diario de México que fue el primer periódico libre en el Virreinato de Nueva España y libró a la ciudad de Ciudad de México de muchos daños en la inundación de ese mismo año gracias a haber mandado reparar las obras de desagüe de la ciudad. Con la invasión napoleónica a España, al renunciar a sus puestos todos los funcionarios públicos, y al producirse la abdicación del rey, entre otros sucesos, el Virrey Iturrigaray convocó a una Junta para que decidiera las acciones a tomar. Los realistas, que veían en estos movimientos del virrey la ambición a su propia coronación en la Nueva España, decidieron aprehenderlo. Como haya sido, los miembros del Ayuntamiento de México estaban a favor del autogobierno de la Nueva España, por lo menos hasta que se restituyera el trono a Fernando VII en la metrópoli. Entre los participantes en la Junta de México se encontraban figuras como Francisco Primo de Verdad y Ramos y Melchor de Talamantes. 
Fue aprehendido el 16 de septiembre de 1808 y días después fue enviado a España para que se le juzgase. Fue encontrado inocente en 1810, aunque, tras su muerte, se le halló culpable en su sentencia póstuma, la cual fue dictada el 17 de febrero de 1819, y en la que se le condenaba a pagar 384 241 pesos (equivalente a más de 3 millones de reales o 1.5 millones de pesetas) por diferentes desfalcos, aunque se le absolvió “de la poca circunspección que guardó en las riñas de gallos, en los toros y de su afición a la pesca”.